# Семион, Войцех
Войцех Семион (30 июля 1928, Кшчонув, Польша — 25 апреля 2010, Варшава, Польша) — польский актёр театра и кино.
Изучал право в Университете Марии Кюри-Склодовской в Люблине (1947—1950), окончил Театральную академию им. Александра Зелверовича, которая тогда называлась: Государственная высшая школа театральная в Варшаве. После окончания школы он работал в много театрах в Польше: «Польский театр» в Щецине (1950—1951), «Атенеум» в Варшаве (1951—1955), «Театр Молодой Варшавы» (1955—1957), «Комедия» в Варшаве (1957—1962 и 1966—1968) был одновременно режиссёром и художественным руководителем, «Национальный театр» (Teatr Narodowy) в Варшаве (1962—1962, 1964—1965 и 1972—1983), «Всеобщий театр» (Teatra Powszechny) в Варшаве (1963—1964), «Польский театр»  во Вроцлаве (1968—1969), «Народный театр» (1970—1972), с 1972 г. в театре «Старая пороховница» в Варшаве, который он основал и был его директором.
В 1979 г. открыл частную галерею в селе Петыкозы. Преподавал в Театральной академии в Варшаве. В 1983 г. вступил в Патриотическое движение за народное возрождение. В 1985—1989 гг. депутат Сейма ПНР от ПОРП.

## Фильмография
- 2003 — Успех / Sukces — профессор театральной школы
- 2003 — Король Убю / Ubu król — профессор
- 2001 — Канун весны / Przedwiośnie — Мацеюнио
- 1999 — Бигда идет! / Bigda idzie — Грушка
- 1980 — Семья Лесьневских / Rodzina Leśniewskich — профессор Збигнев Радош
- 1978 — Что ты мне сделаешь, когда поймаешь / Co mi zrobisz jak mnie złapiesz — огородник
- 1975 — Земля обетованная / Ziemia obiecana — Вильчек
- 1974 — Нет розы без огня / Nie ma róży bez ognia — директор школы
- 1972 — Разыскиваемый, разыскиваемая / Poszukiwany, poszukiwana — прокурор
- 1971 — Беспокойный постоялец / Kłopotliwy gość — офицер пожарной команды
- 1969 — Последние дни / Ostatnie dni — капрал Войцех Наруг, главная роль
- 1968 — Плечом к плечу / Kierunek Berlin — капрал Войцех Наруг, главная роль
- 1967 — Матримониальный справочник / Poradnik matrymonialny — милиционер
- 1967 — Невероятные приключения Марека Пегуса / Niewiarygodne przygody Marka Piegusa — Яшчолт, капитан милиции
- 1966—1969 Четыре танкиста и собака / Czterej pancerni i pies — капрал Кухарек
- 1966 — Всегда в воскресенье / Zawsze w niedzielę — председатель оргкомитета
- 1966 — Ад и небо / Piekło i niebo — демагог в Аде
- 1965–1966 — Домашняя война / Wojna domowa (телесериал) — воспитатель Павла
- 1965 — Образ жизни / Sposób bycia — почтальон
- 1965 — Сальто / Salto — «Артист»
- 1964 — Итальянец в Варшаве / Giuseppe w Warszawie — Ханс, пьяный немецкий солдат
- 1963 — Крещённые огнём / Skąpani w ogniu — капрал Наруг, шофер
- 1962 — Чёрные крылья / Czarne skrzydła — Ян Дусь, коммунист, вожак шахтёров, главная роль
- 1962 — Завтра премьера / Jutro premiera — инспициент
- 1962 — Золото / Złoto — квартирант
- 1960 — Косоглазое счастье / Zezowate szczęście — Юзеф Кацперский
- 1959 — Покушение / Zamach — Рысь
- 1958 — Эроика / Eroica — Марианек
- 1955 — Голубой крест / Błękitny krzyż — советский майор
- 1953 — Трудная любовь / Trudna miłość — сын Кубали
- 1953 — Приключение на Мариенштате / Przygoda na Mariensztacie — член ансамбля песни и пляски